# Gaston Delaplane
Gaston Delaplane (6 de março de 1882 — 12 de dezembro de 1977) foi um remador e ciclista francês. Conquistou três medalhas no remo durante os Jogos Olímpicos Intercalados de 1906 e competiu em três provas de ciclismo de pista nos Jogos Olímpicos de Verão de 1908.